# Nethinius fairmairei
Nethinius fairmairei là một loài bọ cánh cứng trong họ Cerambycidae.